# Championnats ibéro-américains d'athlétisme 2018
Navigation
Édition précédente Édition suivante
La 18e édition des Championnats ibéro-américains d'athlétisme se déroule du 24 au 26 août 2018 à Trujillo, au Pérou. La compétition réunit les athlètes des pays de la zone Ibéro-Amérique, ainsi que l'Espagne, le Portugal et les nations hispanophones et lusophones d'Afrique.

## Résultats

### Hommes
| 100 m (vent : +0,7 m/s) | Paulo André de Oliveira 10 s 27                                                                | Jorge Vides 10 s 27                                                                  | Reynier Mena 10 s 47                                                                        |
| 200 m (vent : +0,1 m/s) | Jorge Vides 20 s 34                                                                            | Aldemir da Silva Júnior 20 s 42                                                      | Nery Brenes 20 s 88                                                                         |
| 400 m | Lucas Carvalho 45 s 92                                                                         | Nery Brenes 46 s 27                                                                  | Ricardo dos Santos 46 s 45                                                                  |
| 800 m | Thiago André 1 min 46 s 73                                                                     | Andrés Arroyo 1 min 47 s 62                                                          | Alejandro Peirano 1 min 48 s 62                                                             |
| 1 500 m | Llorenç Sales 3 min 48 s 27                                                                    | Thiago André 3 min 48 s 48                                                           | Alfredo Santana 3 min 49 s 50                                                               |
| 3 000 m | Altobeli da Silva 7 min 57 s 52                                                                | Alfredo Santana 8 min 1 s 20                                                         | José Luis Rojas 8 min 4 s 00                                                                |
| 5 000 m | José Luis Rojas 13 min 42 s 38                                                                 | Juan Antonio Pérez 13 min 48 s 02                                                    | Luis Ostos 13 min 48 s 57                                                                   |
| 110 m haies (vent : –0,2 m/s) | Gabriel Constantino 13 s 61                                                                    | Javier McFarlane 14 s 04                                                             | Agustín Carrera 14 s 16                                                                     |
| 400 mètres haies | Márcio Teles 49 s 64                                                                           | Gerald Drummond 49 s 80 (NR)                                                         | Leandro Zamora 49 s 85                                                                      |
| 3 000 m steeple | Altobeli da Silva 8 min 35 s 57                                                                | Daniel Arce 8 min 36 s 33                                                            | Yuri Labra 8 min 41 s 29                                                                    |
| 20 000 m marche (piste) | Mauricio Arteaga 1 h 22 min 18 s 16 WL                                                         | César Augusto Rodríguez 1 h 23 min 22 s 96 NR                                        | Juan Manuel Cano 1 h 24 min 7 s 00                                                          |
| 4 × 100 m | Brésil Gabriel Constantino Jorge Vides Aldemir da Silva Júnior Paulo André de Oliveira 38 s 78 | Paraguay Fredy Maidana Christopher Ortiz Giovanni Díaz Nilo Duré 39 s 99 (NR)        | Pérou Fabricio Mautino Andy Martínez Luis Iriarte Fabricio Vizcarra 40 s 69                 |
| 4 × 400 m | Chili Enzo Faulbaum Alejandro Peirano Rafael Muñoz Alfredo Sepúlveda 3 min 10 s 77             | Équateur Carlos Perlaza Ian Corozo Emerson Alejandro Chala David Cetre 3 min 11 s 73 | Pérou Luis Iriarte Pierre Lizarazburu Marco Antonio Vilca Paulo César Herrera 3 min 15 s 59 |
| Saut en hauteur | Carlos Layoy 2,21 m                                                                            | Talles Silva 2,21 m                                                                  | Fernando Carvalho Ferreira 2,10 m                                                           |
| Saut à la perche | Augusto Dutra de Oliveira 5,40 m                                                               | Germán Chiaraviglio 5,20 m                                                           | Dídac Salas 5,10 m                                                                          |
| Saut en longueur | José Luis Mandros 7,87 m 0,0 m/s                                                               | Daniel Pineda 7,81 m +1,1 m/s                                                        | Emiliano Lasa 7,79 m +0,2 m/s                                                               |
| Triple saut | Cristian Nápoles 16,81 m +0,9 m/s                                                              | Pablo Torrijos 16,74 +1,9 m/s                                                        | Alexsandro de Melo 15,94 m +0,0 m/s                                                         |
| Lancer du poids | Darlan Romani 20,74 m CR                                                                       | Tsanko Arnaudov 19,34 m                                                              | Eduardo Espín 16,13 m                                                                       |
| Lancer du disque | Mauricio Ortega 60,49 m                                                                        | Juan José Caicedo 58,68 m                                                            | Douglas dos Reis 56,91 m                                                                    |
| Lancer du marteau | Javier Cienfuegos 74,71 m                                                                      | Joaquín Gómez 74,64 m                                                                | Roberto Sawyers 73,16 m                                                                     |
| Lancer du javelot | Arley Ibargüen 75,50 m                                                                         | Francisco Muse 73,10 m                                                               | Giovanni Díaz 71,11 m                                                                       |
| Décathlon | Felipe dos Santos 7 663 pts                                                                    | Sergio Pandiani 7 293 pts                                                            | Miguel Monsalve 5 785 pts                                                                   |
| Records et Performances - AR : Record continental (area record) - CR : Record des championnats (championship record) - MR : Record du meeting (meet record) - NR : Record national (national record) - OR : Record olympique (olympic record) - PR : Record paralympique (paralympic record) - PB : Record personnel (personal best) - SB : Meilleure performance personnelle de la saison (season's best) - WL : Meilleure performance mondiale de l'année (world leader) - WJR : Record du monde junior (world junior record) - WR : Record du monde (world record) Circonstances et Conditions - DNF : N'a pas terminé (did not finish) - DNS : N'a pas pris le départ (did not start) - DQ : Disqualification (disqualification) - NM : Aucun essai valable enregistré (No Mark) - Q : Qualifié « directement » au prochain tour (ou à la prochaine compétition), lors d'une compétition majeure, grâce au classement ou à la réalisation des minima (automatic qualifier) - q : Qualifié au prochain tour (ou à la prochaine compétition), lors d'une compétition majeure, grâce au repêchage ou à la réalisation de l'une des meilleures performances parmi celles des « non qualifiés directement » (grâce au meilleur temps ou à la meilleure distance par exemple) (secondary qualifier) |                                                                                                |                                                                                      |                                                                                             |

### Femmes
| 100 m (vent : +1,1 m/s) | Vitória Cristina Rosa 11 s 33                                                         | Ángela Tenorio 11 s 36                                                                    | Rosângela Santos 11 s 44                                                         |
| 200 m (vent : +0,3 m/s) | Vitória Cristina Rosa 22 s 90                                                         | Rosângela Santos 23 s 92                                                                  | Gabriela Suárez 24 s 07                                                          |
| 400 m | Cátia Azevedo 52 s 26                                                                 | Geisa Coutinho 52 s 57                                                                    | Laura Bueno 52 s 8                                                               |
| 800 m | Esther Guerrero 2 min 04 s 55                                                         | Déborah Rodríguez 2 min 06 s 19                                                           | Natalia Romero 2 min 06 s 54                                                     |
| 1 500 m | Solange Pereira 4 min 18 s 31                                                         | María Pía Fernández 4 min 18 s 65                                                         | Mariana Borelli 4 min 20 s 74                                                    |
| 3 000 m | María Pía Fernández 9 min 16 s 16                                                     | Tatiane da Silva 9 min 18 s 39                                                            | Florencia Borelli 9 min 19 s 09                                                  |
| 5 000 m | Luz Mery Rojas 16 min 08 s 77                                                         | Saida Meneses 16 min 09 s 75                                                              | Nuria Lugeros 16 min 22 s 71                                                     |
| 100 mètres haies(vent : –0,2 m/s) | Andrea Vargas 13 s 04                                                                 | Maribel Caicedo 13 s 63                                                                   | Rayane Santos 13 s 68                                                            |
| 400 mètres haies | Fiorella Chiappe 56 s 25                                                              | Daniela Rojas 57 s 53                                                                     | Valeria Cabezas 57 s 74                                                          |
| 3 000 m steeple | Tatiane da Silva 9 min 48 s 40                                                        | María José Pérez 9 min 55 s 63                                                            | Belén Casetta 10 min 07 s 20                                                     |
| 10 km marche | Sandra Arenas 42 min 02 s 99 AR WL                                                    | Kimberly García 42 min 56 s 97 NR                                                         | Glenda Morejón 44 min 12 s 75 NR                                                 |
| 4 × 100 m | Pérou Gabriela Delgado Triana Alonso Diana Balazar Paola Mautino 46 s 76              | Équateur Maribel Caicedo Ángela Tenorio Gabriela Suárez Salomé Navarro 46 s 94            | Bolivie Alinny Delgadillo Guadalupe Torrez Danitza Avila Valeria Quispe 47 s 39  |
| 4 × 400 m | Portugal Rivinilda Mentai Joceline Monteiro Cátia Azevedo Dorothé Évora 3 min 36 s 49 | Argentine María Ayelén Diogo Valeria Barón Noelia Martínez Fiorella Chiappe 3 min 36 s 99 | Espagne Natalia Romero Solange Pereira Esther Guerrero Laura Bueno 3 min 38 s 32 |
| Saut en hauteur | María Fernanda Murillo 1,84 m                                                         | Lorena Aires 1,81 m                                                                       | Candy Toche 1,70 m                                                               |
| Saut à la perche | Juliana Campos 4,40 m                                                                 | Maialen Axpe 4,20 m                                                                       | Katherin Castillo 4,20 m                                                         |
| Saut en longueur | Juliet Itoya 6,73 m +4,5 m/s                                                          | Eliane Martins 6,66 m +4,9 m/s                                                            | Fátima Diame 6,51 m +3,8 m/s                                                     |
| Triple saut | Yosiris Urrutia 14,14 m +2,4 m/s                                                      | Susana Costa 13,76 m +0,8 m/s                                                             | Silvana Segura 13,46 m +0,2 m/s                                                  |
| Lancer du poids | Geisa Arcanjo 18,10 m                                                                 | Keely Medeiros 16,64 m                                                                    | Ivanna Gallardo 15,05 m                                                          |
| Lancer du disque | Andressa de Morais 62,02 m                                                            | Fernanda Martins 60,14 m                                                                  | Irina Rodrigues 58,86 m                                                          |
| Lancer du marteau | Jennifer Dahlgren 68,89 m                                                             | Rosa Rodríguez 67,93 m                                                                    | Berta Castells 66,68 m                                                           |
| Lancer du javelot | María Lucelly Murillo 59,51 m                                                         | Arantza Moreno 59,37 m                                                                    | Laila Domingos 58,24 m                                                           |
| Heptathlon | Ana Camila Pirelli 5 879 pts                                                          | Luisarys Toledo 5 791 pts                                                                 | Jennyfer Canchingre 2 032 pts DNF                                                |
| Records et Performances - AR : Record continental (area record) - CR : Record des championnats (championship record) - MR : Record du meeting (meet record) - NR : Record national (national record) - OR : Record olympique (olympic record) - PR : Record paralympique (paralympic record) - PB : Record personnel (personal best) - SB : Meilleure performance personnelle de la saison (season's best) - WL : Meilleure performance mondiale de l'année (world leader) - WJR : Record du monde junior (world junior record) - WR : Record du monde (world record) Circonstances et Conditions - DNF : N'a pas terminé (did not finish) - DNS : N'a pas pris le départ (did not start) - DQ : Disqualification (disqualification) - NM : Aucun essai valable enregistré (No Mark) - Q : Qualifié « directement » au prochain tour (ou à la prochaine compétition), lors d'une compétition majeure, grâce au classement ou à la réalisation des minima (automatic qualifier) - q : Qualifié au prochain tour (ou à la prochaine compétition), lors d'une compétition majeure, grâce au repêchage ou à la réalisation de l'une des meilleures performances parmi celles des « non qualifiés directement » (grâce au meilleur temps ou à la meilleure distance par exemple) (secondary qualifier) |                                                                                       |                                                                                           |                                                                                  |